# Герб Вюртемберга

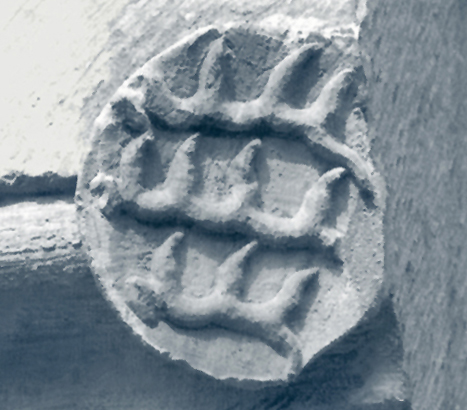
Ймовірно, найстаріший герб Вюртемберга, висічений на камені, можна знайти на кам'яній основі священика Маркгренінген. Ймовірно, воно походить від графів Грюнінгенів (XIII ст.), які, як церковні лорди, володіли розташованим тут маєтком.

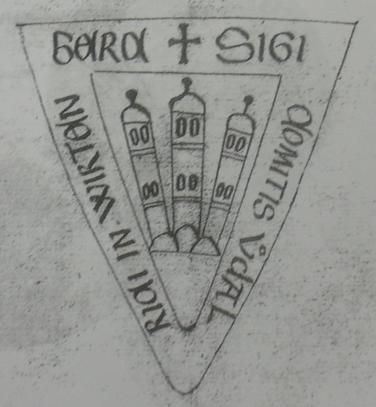
Інша печатка 1238 року без рогів оленів: унікальний екземпляр показує три гори з трьома вежами

До 1806 року герб Вюртемберга був перш за все ідентифікаційним символом членів правлячої родини. Лише після того, як Вюртемберг став королівством, почали розрізняти державний герб і особистий герб королівської родини. З часом герб зазнав багато змін; вони відображали територіальні збільшення, зміни в ранзі правителів або зміни у формі правління.
Незважаючи на те, що держава Вюртемберг припинила існування в 1945 році, а в 1952 році вона була приєднана до Баден-Вюртемберга, різноманітні герби Вюртемберга все ще можна побачити на багатьох громадських будівлях. Найвідомішими серед них є, ймовірно, герб Вюртемберга, два герби герцогства між 1495 і 1789 роками та герб Вюртемберзького королівства.

## Герб графів Вюртембергських (до 1495)

### Герб Гіршстангенів
До кінця ХІІ століття інформація про Вюртемберзьку династію була скупою. Перший відомий відбиток печатки належить графу Конраду І з (Вюртемберг)-Грюнінгена, який використовував її для скріплення пожертви в Акконі у 1228 році. На ньому вже зображено родинний герб дому Вюртемберг: три оленячі роги, що лежать один над одним. Вважається, що рід Вюртембергів вживав герб з кінця XII століття. Герб був запозичений від герба графів Верінгенів наприкінці XV століття після того, як граф Гартман фон Вюртемберг, ймовірний батько Конрада, одружився з донькою їхнього спадкоємця. Однак також можна припустити, що Конрад прийняв герб, коли змінив своє прізвище з Вюртемберг на Грюнінген.
Згідно зі звітом у «Clipearius Teutonicorum» у середині XIII столітті обидві родини використовували чорні оленячі роги на жовтому полі. Герб Вюртембергів також з'являється в цій формі в Цюрихському гербовнику близько 1330 року, тоді як оленячі роги Верингенів стали червоними. Дві вюртемберзькі лінії, що сформувалися в спадкоємстві Гартмана, розрізняються на гербовому рулоні Цюріха за їхніми нашоломниками: молодша лінія мала мисливський ріг, а старша, пізніше вимерла лінія Грюнінген-Ландау — шолом з павиним пір'ям.

#### Печатка як виняток
У цю картину не вписується печатка 1238 року, відома з документа, що зберігся лише у вигляді копії, на якій зображено три вежі на пагорбі. Через нечисленні перекази її точне походження залишається невідомим; припускають, що вона була прийнята Людвігом II, батьком Гартмана, після його одруження з дочкою графа Кірхберга. У будь-якому разі, схоже, що він використовувався недовго, оскільки більше про нього не збереглося жодних згадок. Натомість, оленячі роги перетворилися на герб Вюртемберга і посідали чільне місце в усіх наступних змінах герба.

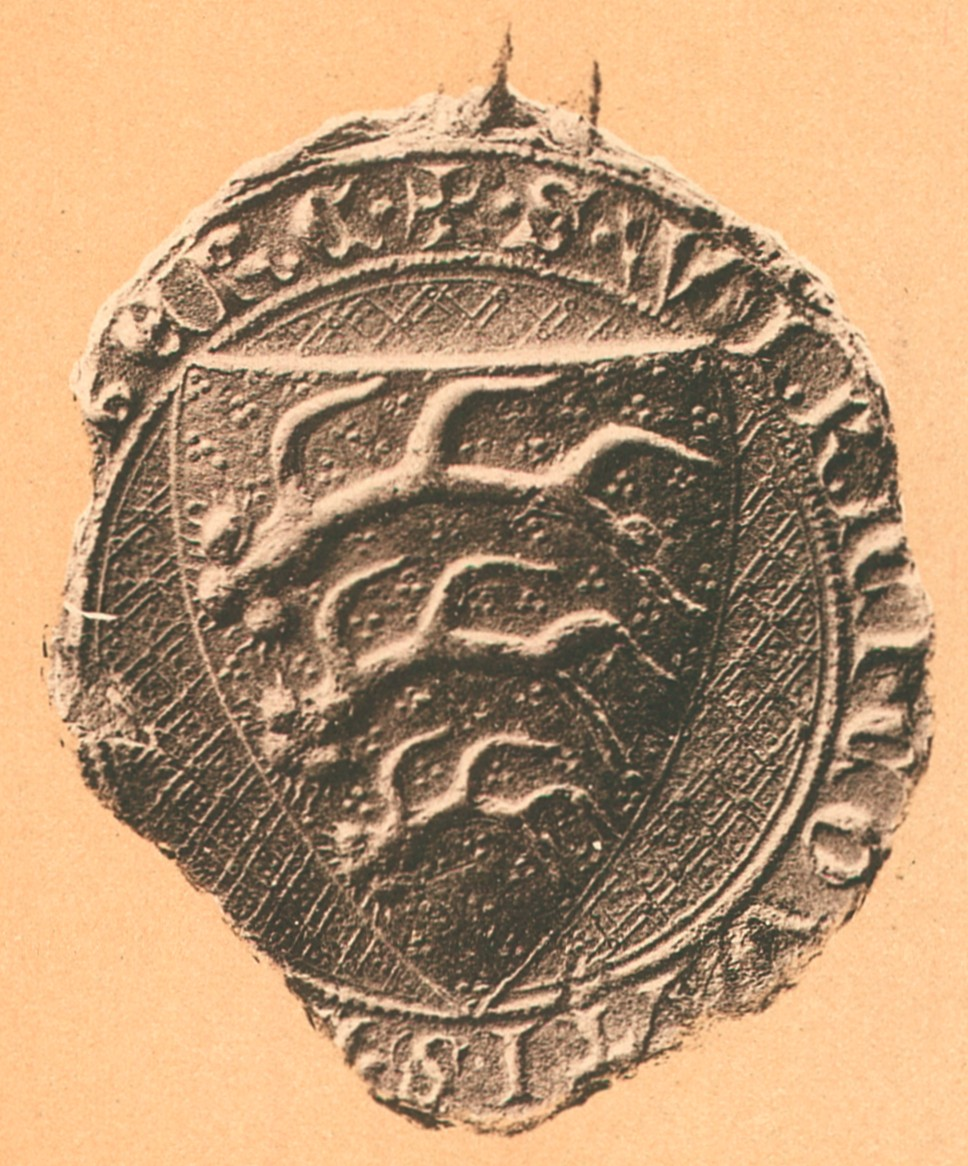
Печатка Ульріха I (графа Вюртембергу) (1259)
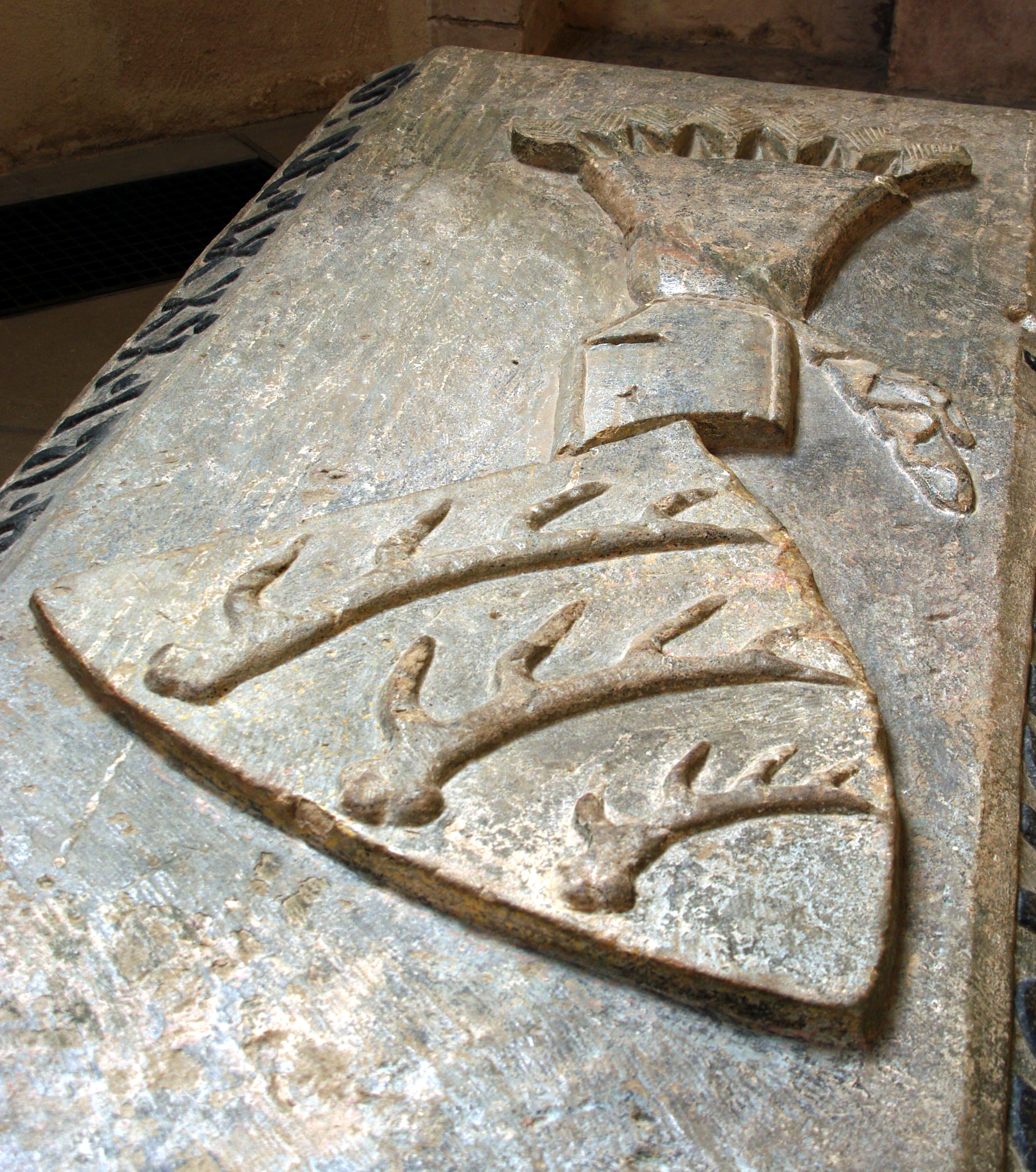
Надгробна плита графа Гартмана III фон Грюнінгена († 1280) у Маркгронінгені
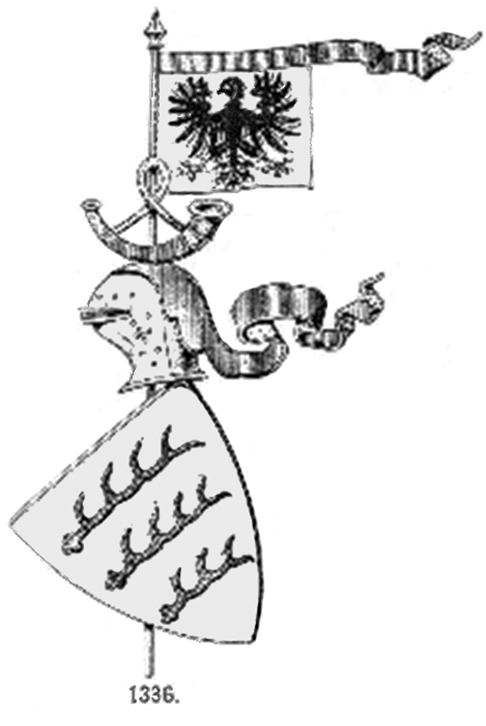
Герб графа Ульріха ІІІ з імперською штормовою хоругвою, придбаною разом з Грюнінгеном у 1336 році
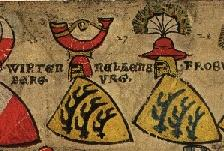
Герби Вюртемберга і Нелленбурга у Цюрихському гербовнику
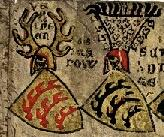
Герби Верінгена і Ландау у Цюрихському гербовнику

### Мемпельгард і поділ Вюртемберга у XV столітті
Перша зміна герба відбулася в середині XV століття після того, як у 1407 році Ебергард IV одружився з Генрієттою фон Мемпельгард. Через те, що там була дозволене успадкування жінок, після її смерті в 1444 році Мемпельгард на лівому березі Рейну перейшов до її сина Людвіга I з лінії Ураху, яка нещодавно відокремилася від лінії Штутгарту під керівництвом Ульріха V. З цього моменту урахські графи мали почетвертований герб з оленячими рогами в 1-му і 4-му полі і гербом Мемпельгарда в 2-му і 3-му полі: в червоному полі дві, відвернуті одна від одної спинами золоті риби. Герб графів Штутгартських спочатку не змінювався. Лише за Урахським договором 1473 року обидві лінії погодилися відтепер називати себе «графами Вюртемберзькими і Мемпельгардськими» і носити відповідний герб.

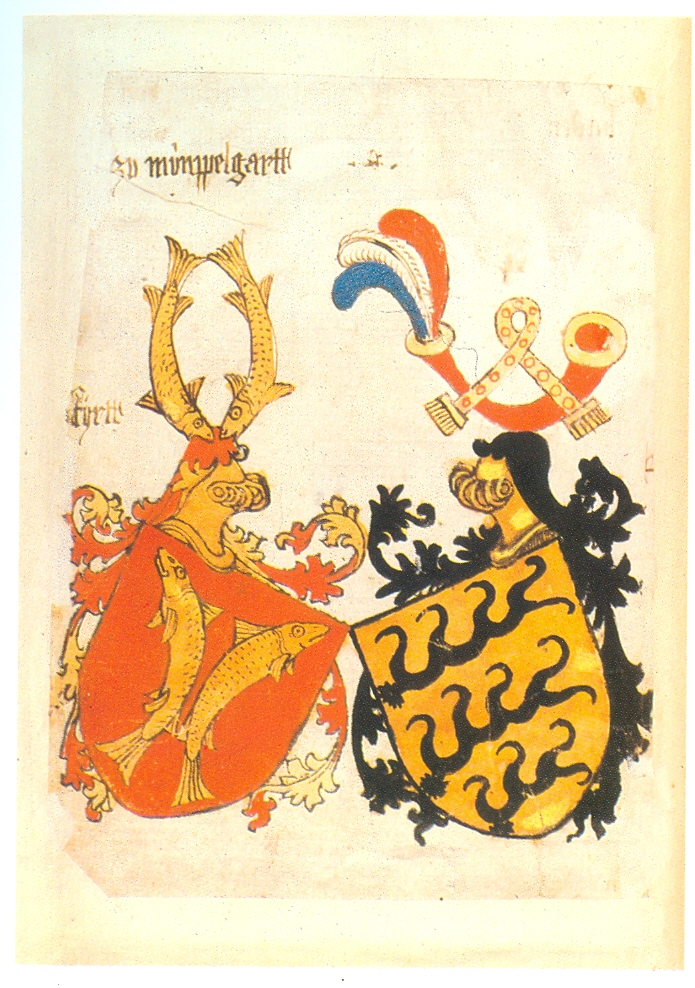
Окремі герби Мемпельгарду та Вюртембергу в Інгергамському кодексі 1459 року
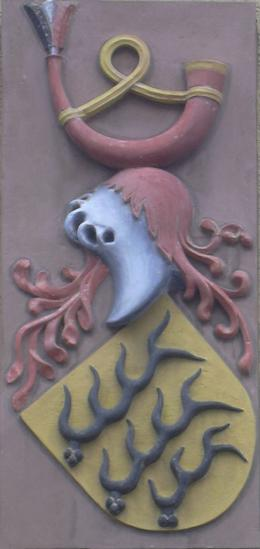
Герб графа Ульріха VІ Вюртемберзько-Штутгартського у Вайблінгені
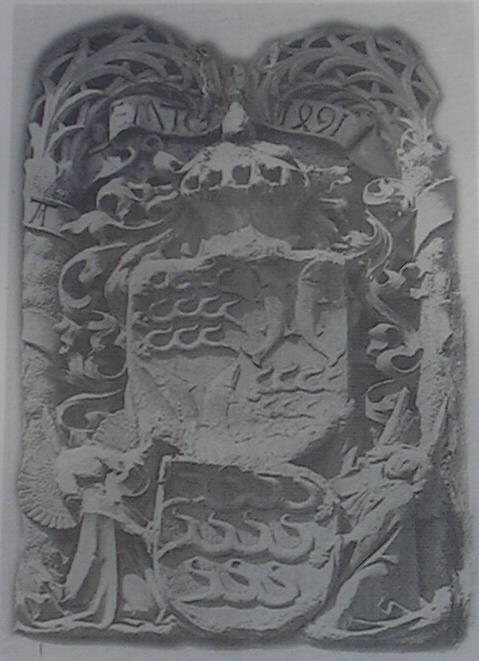
Герб графа Еберхарда V з 1491, також у Вайблінгені

## Герб герцогів Вюртемберзьких (1495—1803)

### Почетвертований герб (1495—1705)
На Рейхстазі у Вормсі в 1495 році Еберхард домігся піднесення статусу знову об'єднаного графства до Вюртемберзького герцогства. З цієї нагоди він прийняв новий, розділений на четверті герб, на якому в першому полі були зображені роги оленів, а в четвертому — риби. Друге поле було ромбоване золотим і чорним кольорами і являло собою герб вимерлих герцогів Текських. Вюртемберзькі герцоги отримали свої родові землі ще в XIV столітті, тому імператор Максиміліан дозволив Еберхарду використовувати титул і герб герцога Тецького. Імперський штандарт у третьому полі був нагадуванням про те, що Вюртембергери займали посаду імперського прапороносця. Цю (радше символічну) гідність, яка була пов'язана з володінням Маркграфінгеном, отримав у 1336 році граф Ульріх III.
Цей герб залишався чинним 210 років. У повному гербі на ньому спочатку були розміщені дві прикраси шолома, червоний мисливський ріг, який уже використовувався, і клейнод шолома Теку, золото-чорний шорсткий стовбур Бракена, який ще раз підкреслював два герцогські титули. Ебергард Бородатий додав до своєї печатки пальму і свій девіз «Attempto» (Смію) як особисту емблему, посилаючись на своє паломництво до Єрусалиму. Наступники Ебергарда як герцоги замінили їх своїми власними емблемами, але в іншому залишили герб незмінним.
1519 року герцог Ульріх був вигнаний зі своєї країни і Австрія взяла країну під свій контроль. Ерцгерцог Фердинанд, який був призначений намісником, створив для неї новий герб. Він був поділений на чверті, а всі поля знову розділені: у 1-му і 4-му полі австрійський щит і сині та жовті діагональні смуги Бургундії, у 2-му і 3-му полі оленячі роги і відповідно ромби Вюртемберга і Тека. У золотому серцевому щиті був чорний орел, який частково носив ще один нагрудний щит з гербом Австрії/Бургундії.

З поверненням в 1534 році герцога Ульріха цей герб зник. Однак Ульріх отримав свою територію назад лише як австрійський феод за Кааденським договором, і навіть коли герцог Фрідріх I викупив перетворення Вюртемберга на імперську вотчину в 1599 році, Габсбургам було надано право на землю в разі вимирання Вюртемберзького дому по чоловічій лінії. На знак цього права оленячі роги продовжували використовуватися в гербі ерцгерцогів Австрії і навіть з'явилися на великому гербі Австрійської імперії в 1804 році. Лише 1805 року Пресбурзький мир поклав край австрійським претензіям.

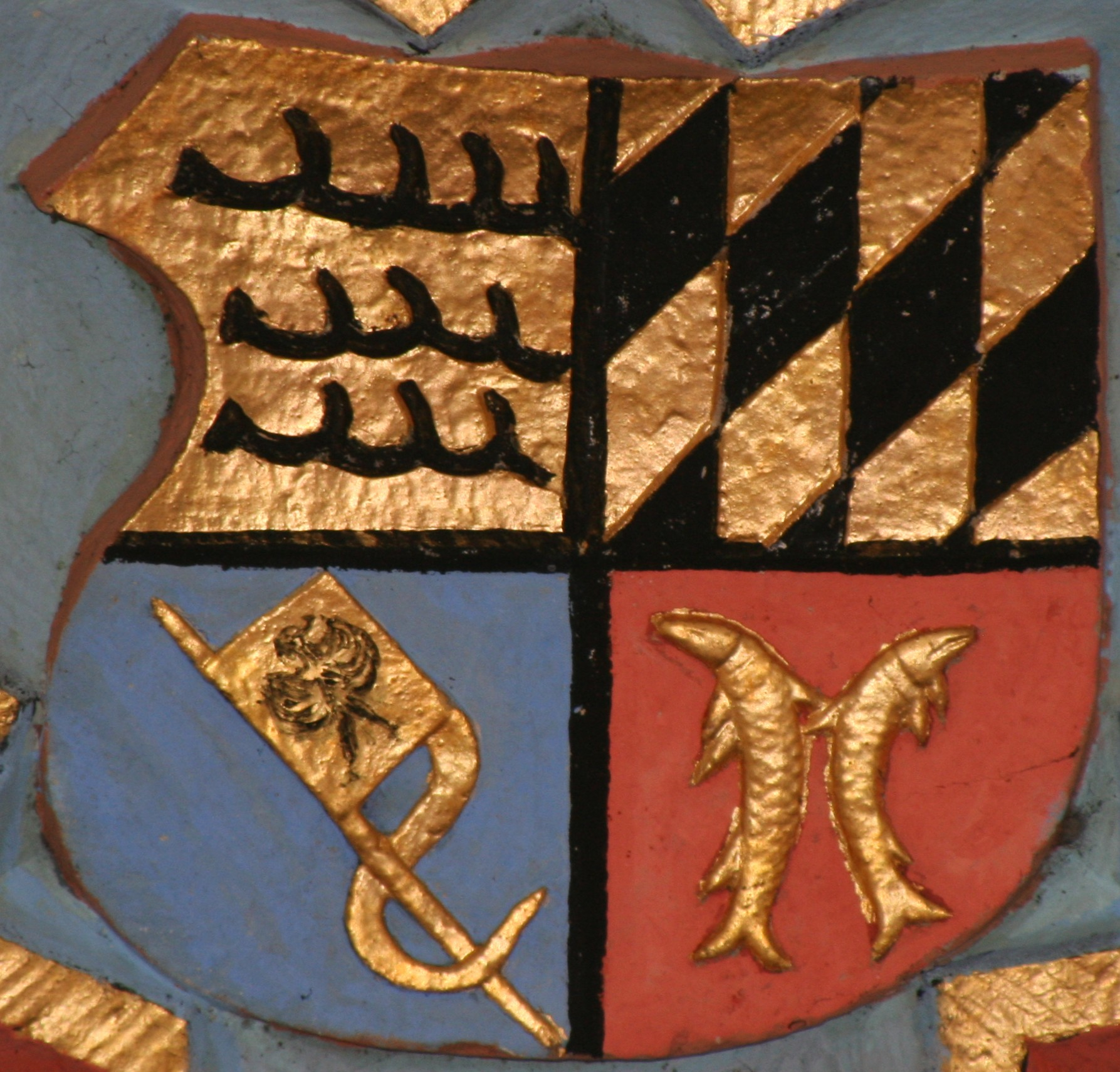
Наріжний камінь церкви Святого Іоанна у Вайнсберзі з 1510 року
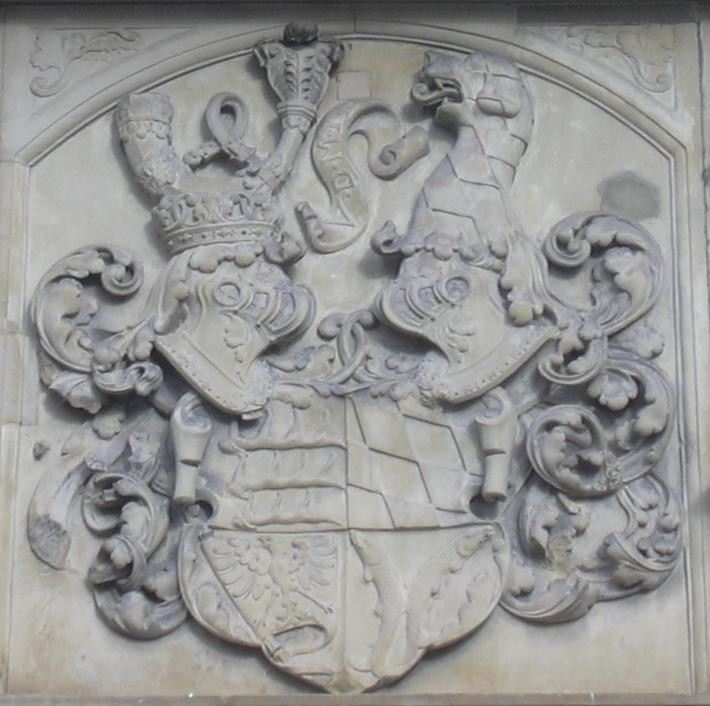
Герб часів герцога Ульріха на Старій канцелярії в Штутгарті
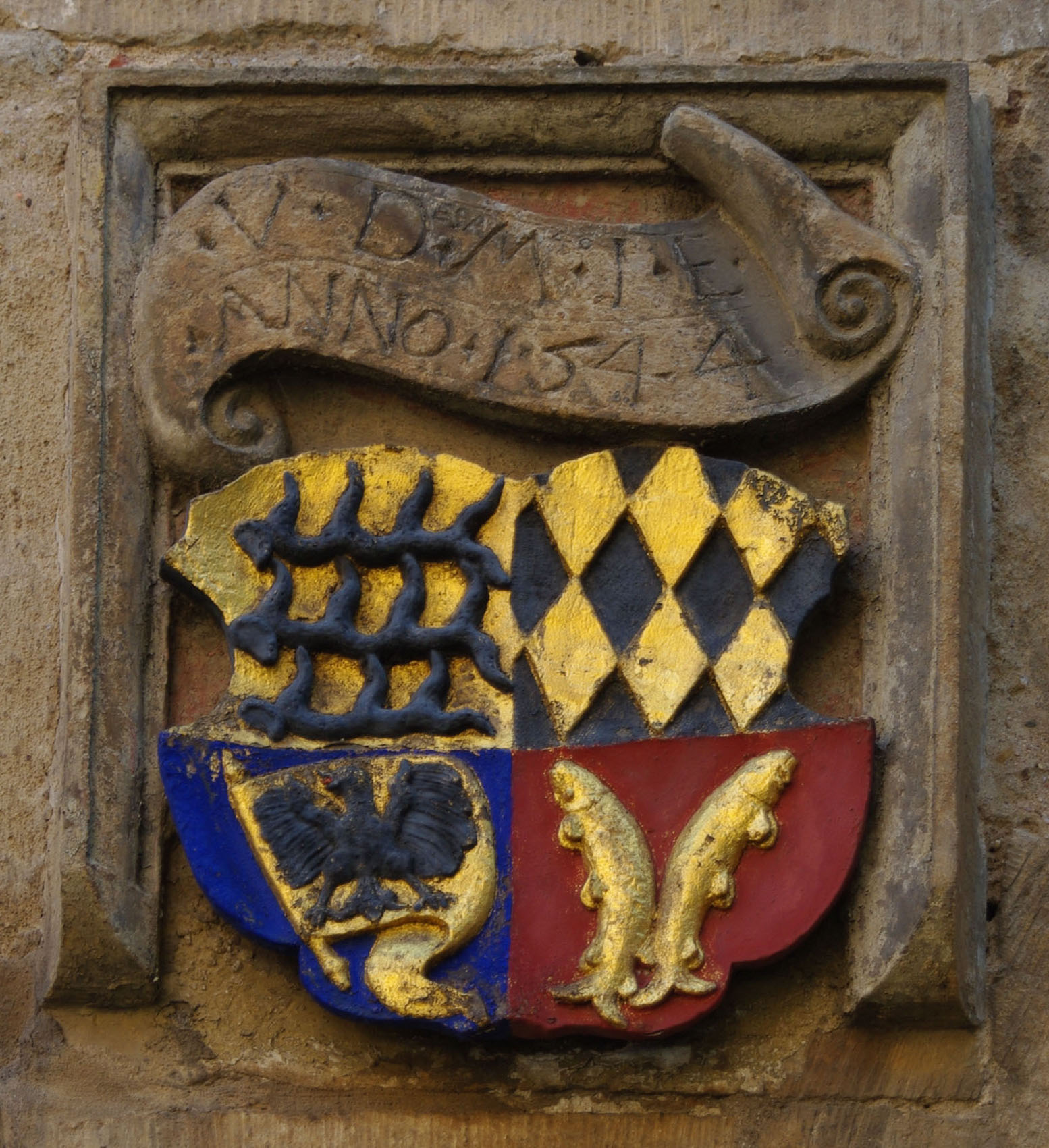
Герб і девіз герцога Ульріха на вікаріатстві в Маркгронінгені, завершений у 1544 році
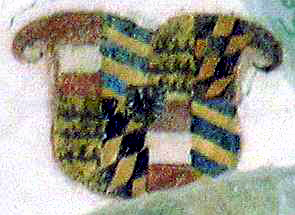
Герб австрійського регентства в абатстві Лорх
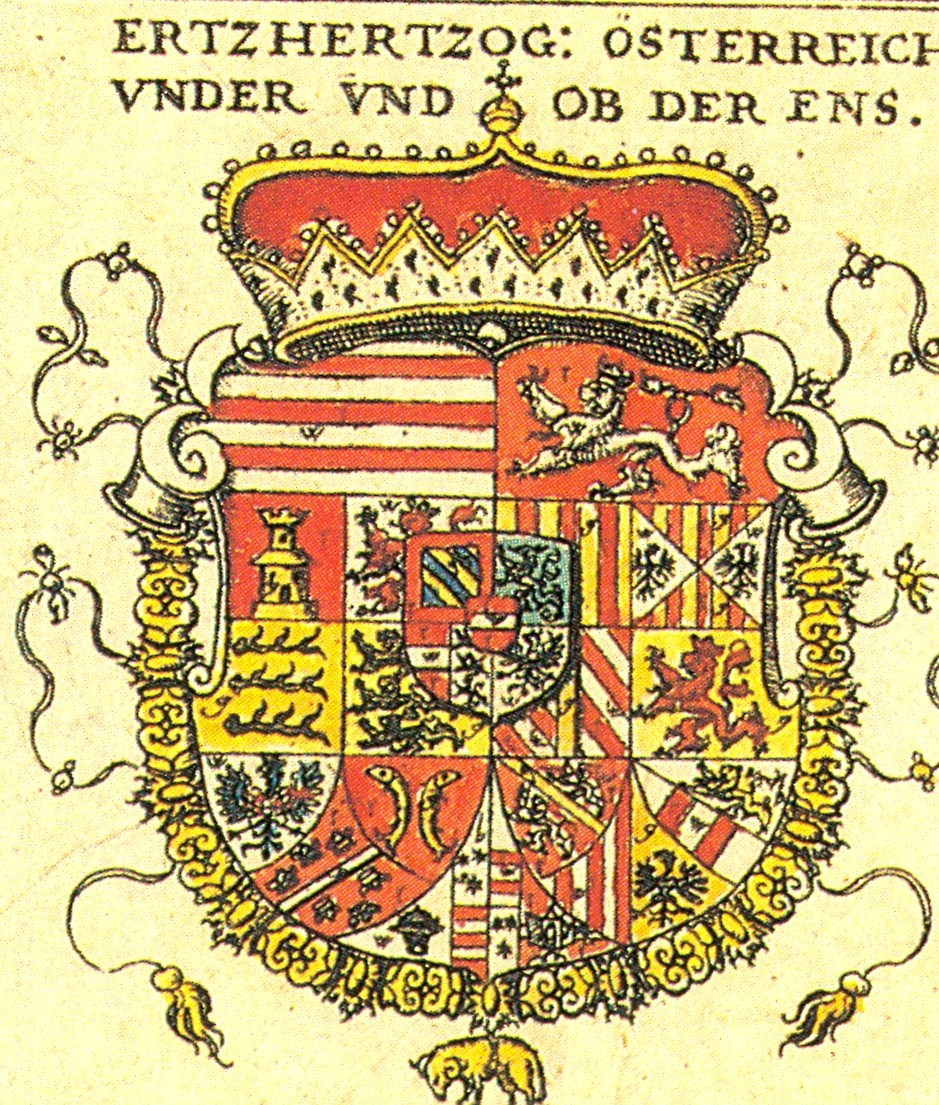
Герб ерцгерцога Австрійського з оленячими рогами та рибами Мемпельгарду

Лінія Вюртемберг-Мемпельгард, чия територія на лівому березі Рейну не увійшла до складу герцогства, спочатку продовжувала носити старий графський герб. Однак, коли Штутгартська лінія дому вимерла і у 1593 році Фрідріх I з лінії Мемпельгардів став герцогом, він прийняв герцогський герб і додав третій герб у вигляді жіночого торсу в червоному одязі з двома рибами замість рук; це був герб графів Мемпельгардів. Серед нащадків Фрідріха виникло кілька побічних ліній дому. Більшість з них носили родинний герб без будь-яких інших відмінних рис; лише бічна лінія Вюртемберг-Оелс, створена в 1648 році герцогом Сильвієм Німродом, доповнила його серцеподібним щитом із силезьким орлом.

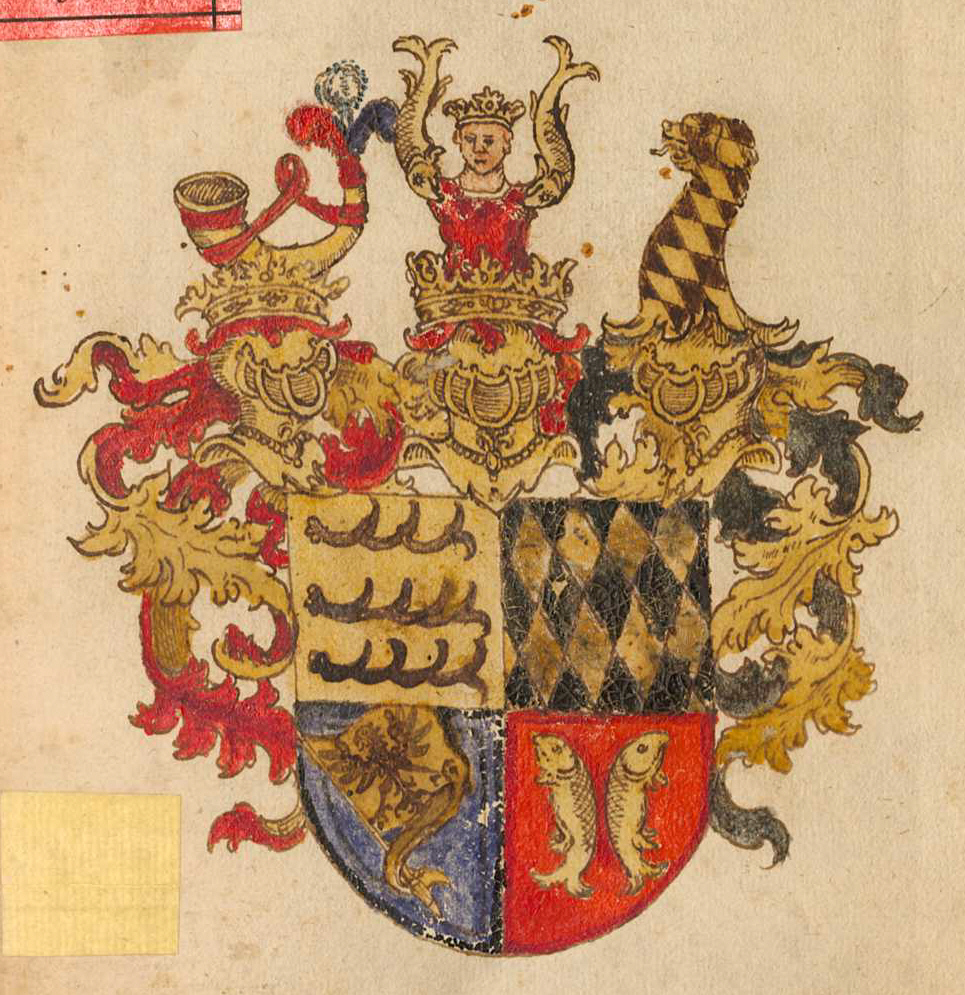
Герб Фрідріха І в геральдичній книзі, де представлені герби відвідувачів імперського сейму в Регенсбурзі 1594 року
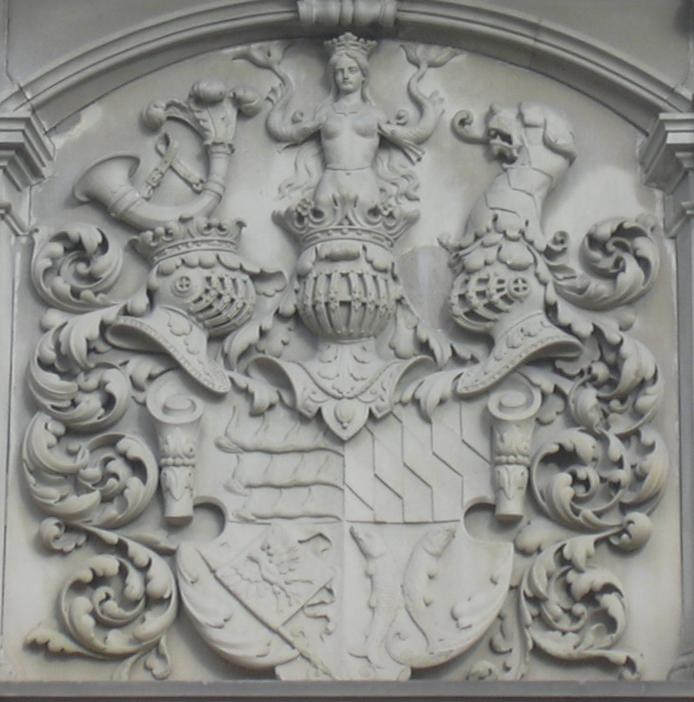
Герб часів герцога Фрідріха I  на Старій канцелярії в Штутгарті
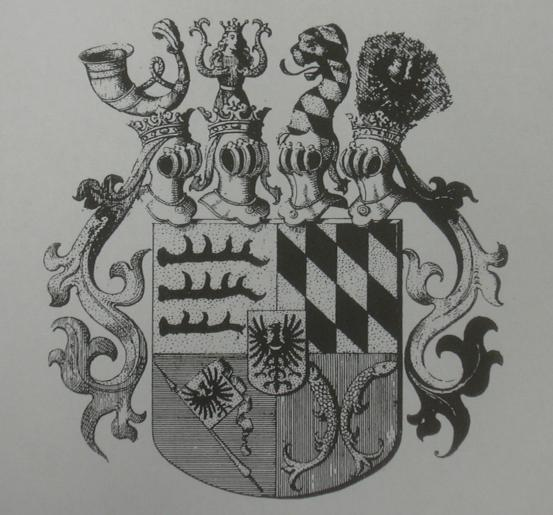
Герб герцогів Вюртемберг-Оельс
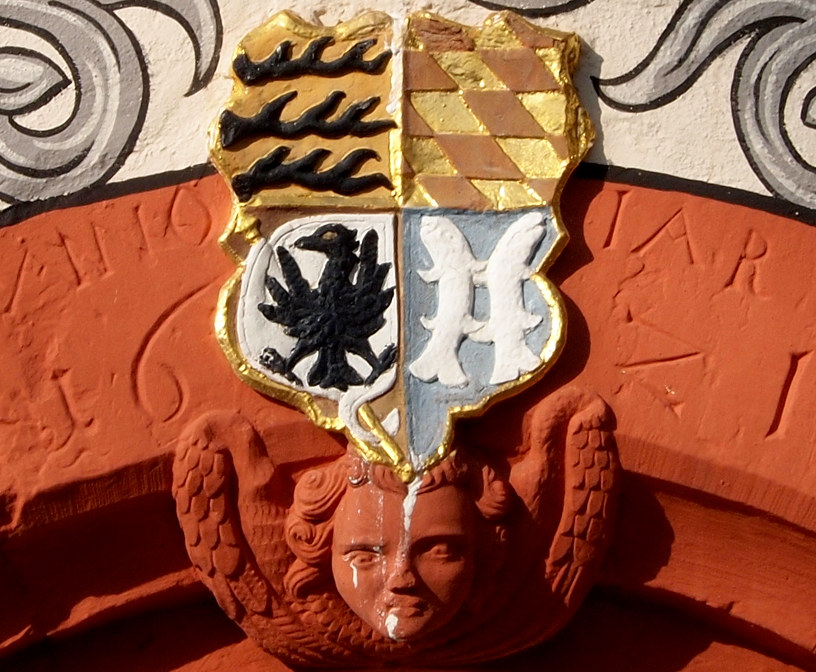
Герб 1621 року на церкві в Дифенбаху

### Почетвертований герб із серцевим щитом (1705—1789)
Наступна зміна герба відбулася за герцога Ебергарда Людвіга. Причиною стала суперечка щодо посади імператорського прапороносця, яку оскаржували ганноверські курфюрсти. Після того, як Вюртемберг виграв суперечку, у 1705 році герб було змінено. Однак від початкового наміру підкреслити імперський штормовий стяг відмовилися. Натомість оленячі роги помістили в серцевий щит, інші поля перемістили вгору, а в четверте поле додали червону чоловічу голову у золотому полі («Heidenkopf»), герб міста і сеньйорії Гайденхайма, яким Вюртемберг володів з 1536 року. Кількість шоломів було збільшено до п'яти, так що кожному полю тепер відповідав герб. Через складний дизайн, ці клейноди часто не використовували і замінювали герцогським капелюхом.

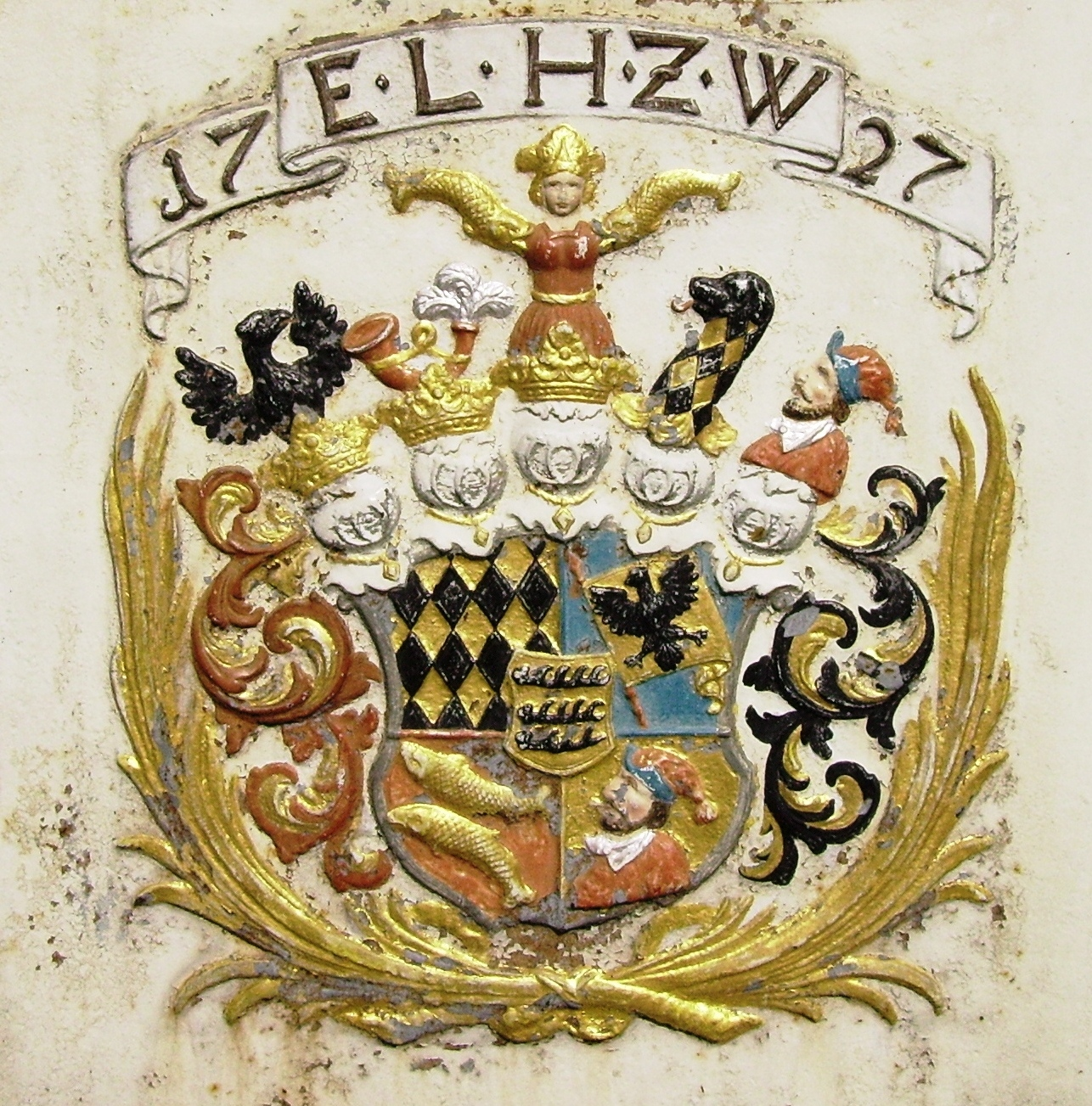
Герб Ебергарда Людвіга на трубчастому фонтані у Фойхтвангені в 1727 році
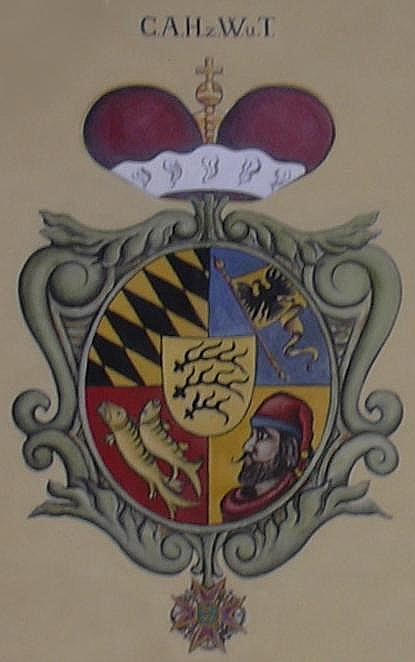
Зображення гербагерцога Карла Александра на міських воротах Марбаха
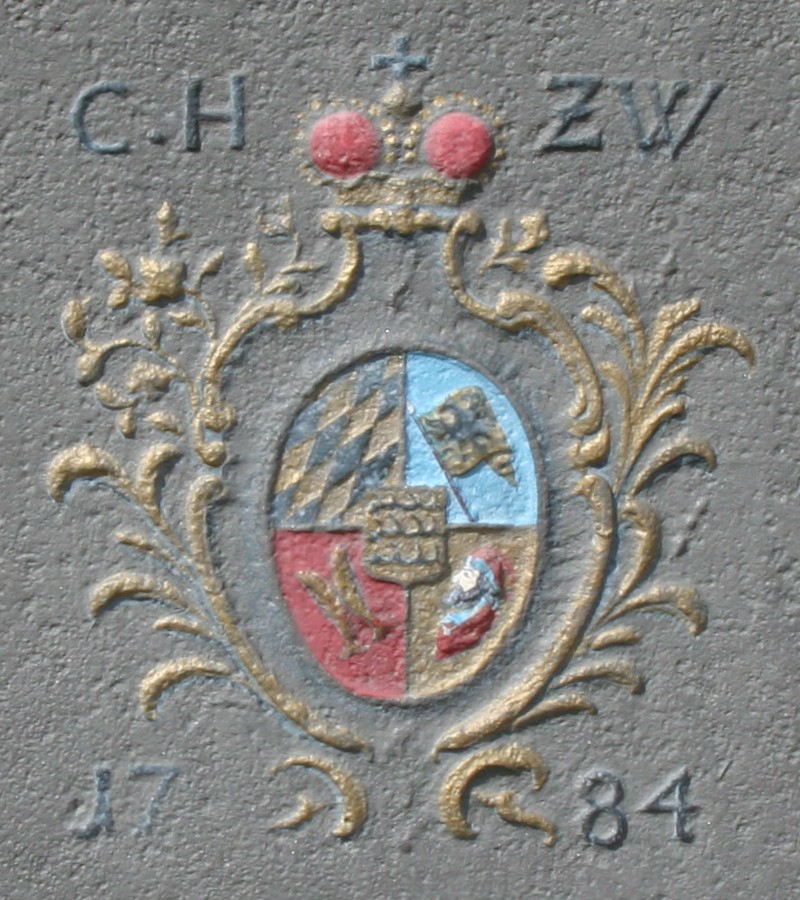
Герб герцога Карла Огена в Ребруннен в Еберштадті

### Зміна герба 1789 року
Кілька придбань території герцогом Карлом Ойгеном призвели до чергової зміни герба в 1789 році. По-перше, набуття володіння Юстінгена в 1751 році дало додаткові права голосу в Швабській окружній раді та в Швабській графській колегії Рейхстагу. Частина графства Лімпург, придбана в 1780/82 р., принесла членство у Франконській колегії графів, а в 1784/85 р. Карл Ойген також придбав графство Бенніггайм. Через два роки герцог вперше висловив бажання увічнити ці придбання геральдично. Однак переговори затягнулися, і лише 2 грудня 1789 року герцогським указом було затверджено новий герб. Він не включав Бенніггайм як «просто міський герб», натомість щит був розділений і двічі розділений серцевим щитом. Нові поля були такими: у синьому полі срібний колючий косий прут (Юстінген) або чверть, у 1-му і 4-му червоному полі чотири срібні вістря, у 2-му і 3-му синьому полі п'ять (3:2) срібних булав (Лімпург). Герб був увінчаний сімома шоломами, по одному на кожне поле, з відповідними клейнодами, і вперше вся ця композиція була поміщена в гербову мантію.

Через відомий намір герцога включити герб Бенніггайму та кількарічну затримку перед прийняттям нового герба виникла невизначеність щодо його фактичного дизайну. Ще до 1789 року кілька герцогів роду створили нові печатки, а королівські чавуноливарні заводи виготовили, серед іншого, стінки фонтанів з іншими поділами щита, в яких також з'явився Бенніггайм. Ця ситуація пояснює, чому цей розділ історії герба Вюртемберга часто спотворено висвітлюється у спеціалізованих працях.

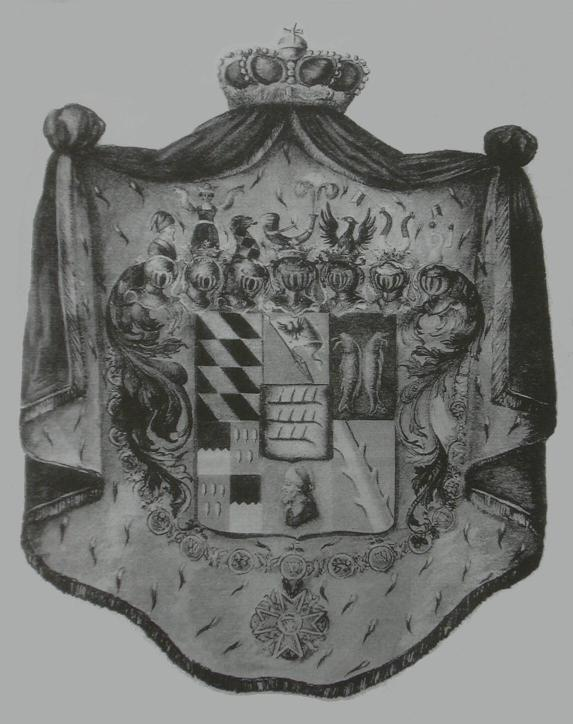
Герцогський герб з 1789 року
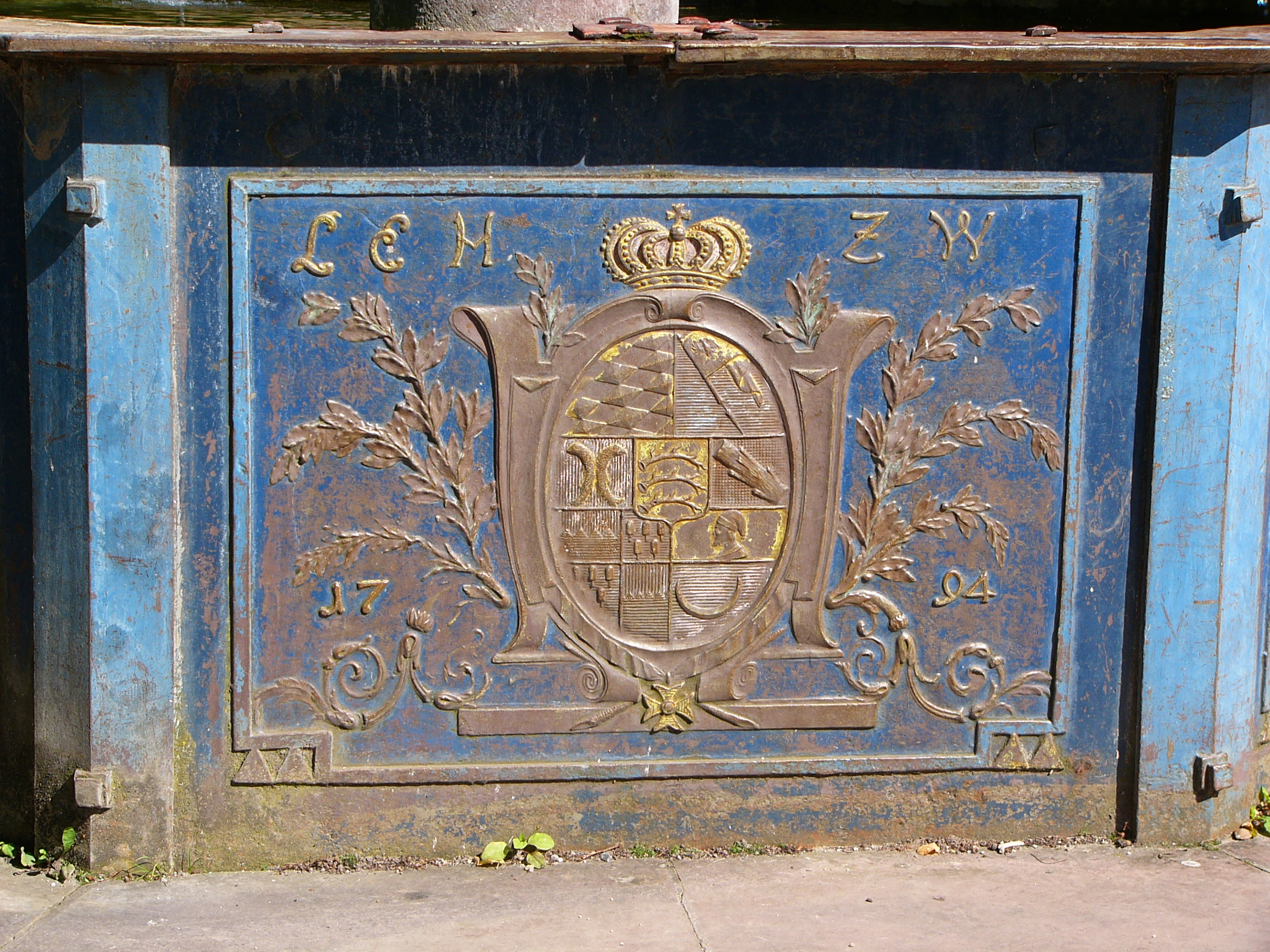
Інше зображення в Маульброннському монастирі: герцог Людвіг Ойген, 1794 р.

## Герб Вюртембурзького курфюрства (1803—1806)
В результаті імперської депутації 1803 року Вюртемберг отримав статус курфюрства, а також значні територіальні надбання. З цієї нагоди герб було знову розширено, і тепер щит з роздвоєним серцевим щитком, перша половина якого (імперський штурмовий прапор) підкреслювала посаду герцога, пов'язану з виборчою гідністю. Було додано нові поля у вигляді князівського намісництва Ельванген (золотий інфул у сріблі), що вказувало на резиденцію нового вюртемберзького уряду в Ельвангені, а також колишнього імперського міста Галль (розділений, із золотим хрестом червоного кольору вгорі та срібною рукою присяги внизу), імперського орла для інших приєднаних імперських міст та порожнього «щита очікування», що відображав надію на подальші територіальні здобутки. Примітно, що мемпельгардерські барбуси все ще були представлені на гербі, навіть коли графство було анексоване Францією; дві риби тепер інтерпретувалися як промовистий символ імперського абатства Цвіфальтен, що відійшло до Вюртемберга. Всі гербові прикраси були опущені, щит тепер містив лише гербову корону з виборною короною.

Через малий масштаб і складний дизайн цього герба зрідка зображували лише щит із серцем, як, наприклад, над порталом Герцогського палацу на сучасній площі Шиллерплац у Штутгарті. Проста форма також використовувалася для табличок про захоплення, які прибивали на громадських будівлях на новопридбаних територіях, як, наприклад, показаний тут несанкціонований приклад, що був прикріплений у князівстві Гогенцоллерн.

Герб Вюртембурзького курфюрства
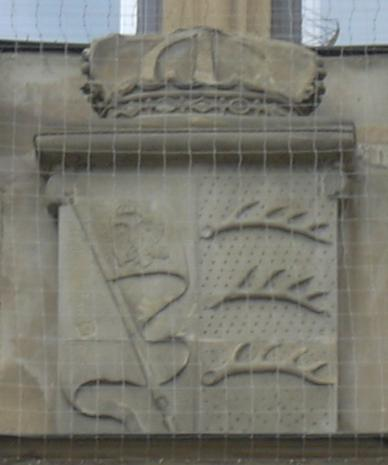
Серцевий щиток на Прінценбау в Штутгарті
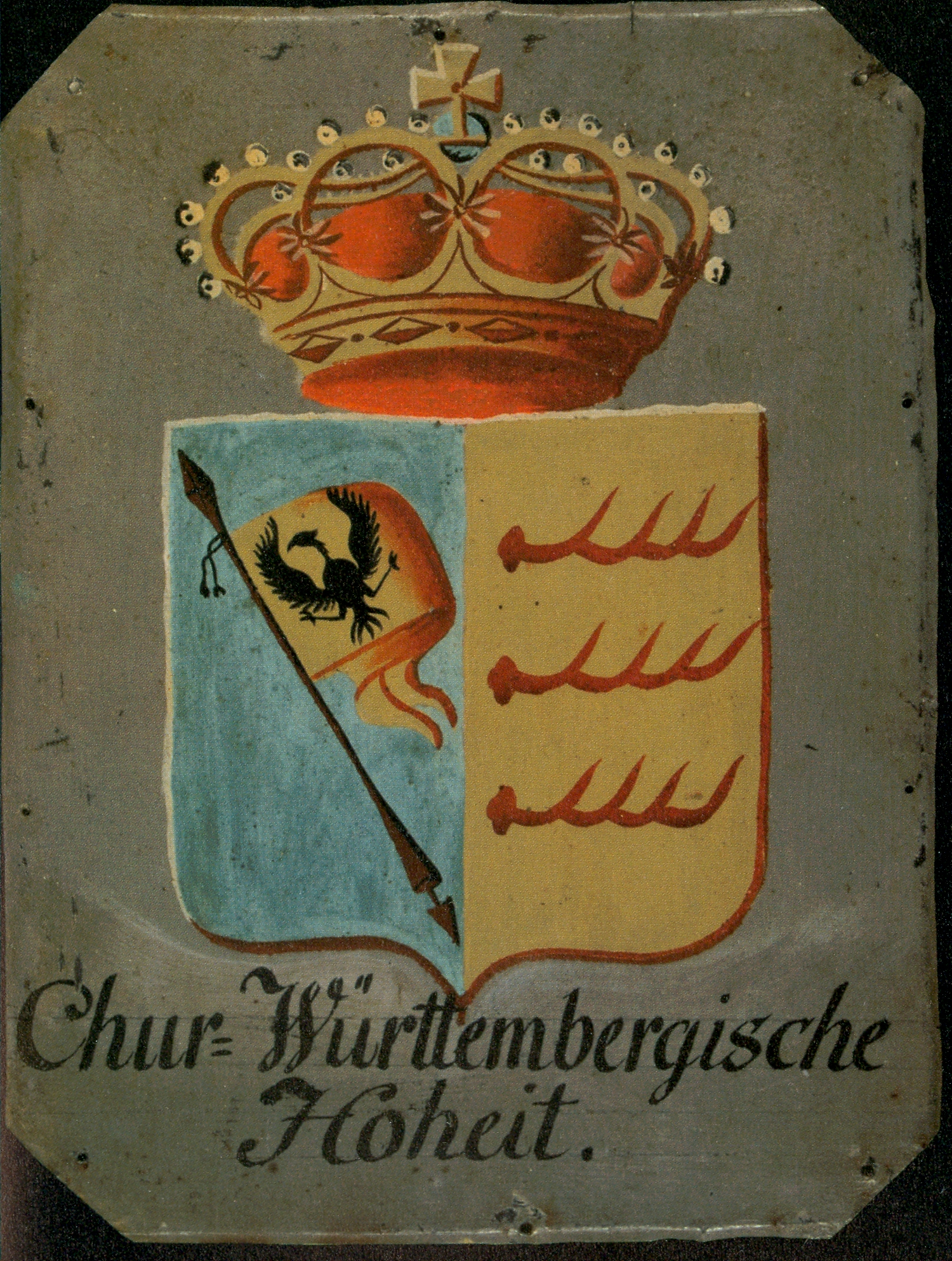
Королівська бляха курфюрста (похідна від серцевого щита)
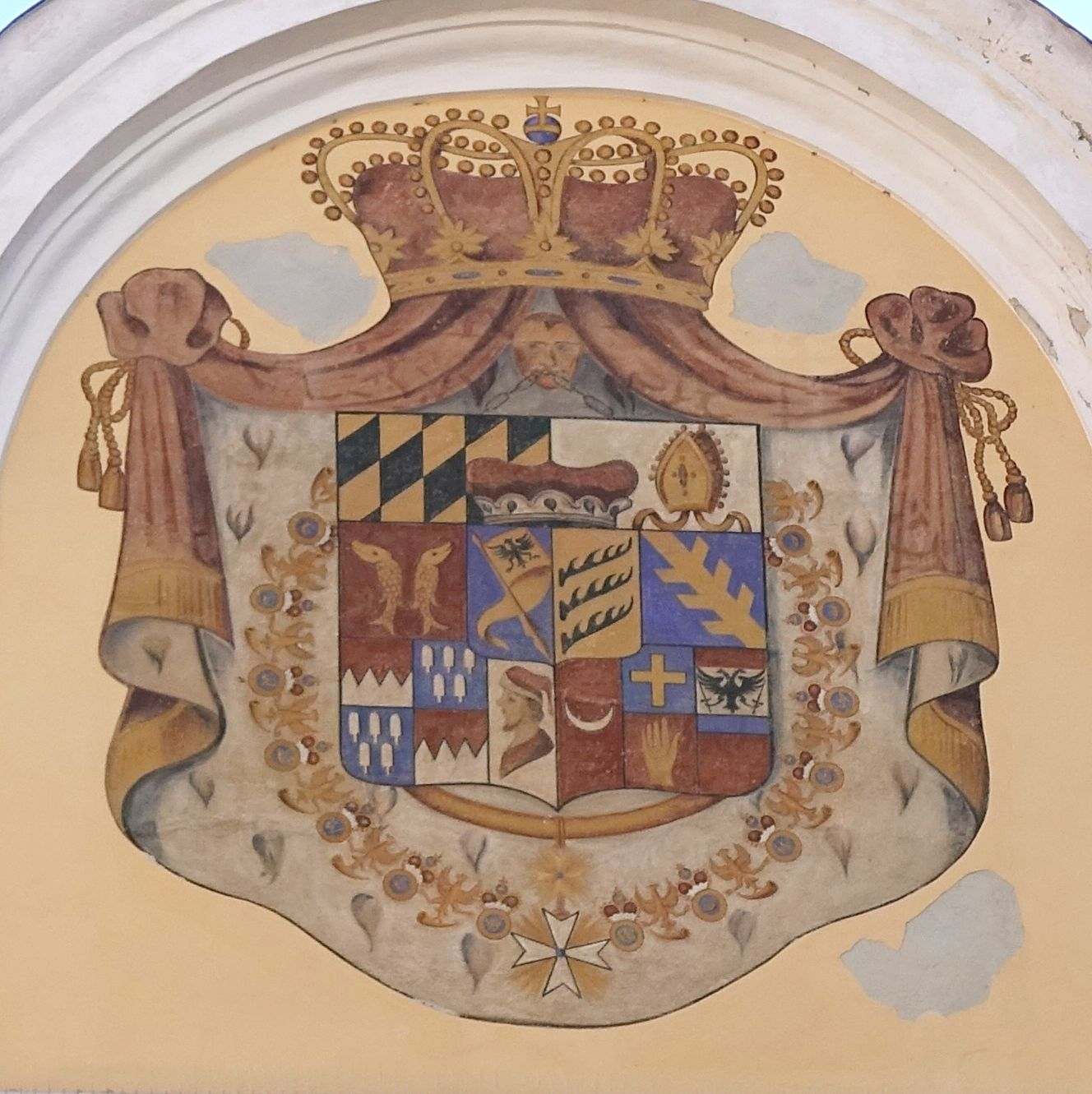
Герб Вюртемберзького курфюрства на подвір'ї замку Ельванген

## Герб Вюртемберзького королівства (1806—1918)

### Герб 1806—1817 років
За Пресбурзьким миром, укладеним наприкінці 1805 року, Вюртемберг отримав території у Верхній Швабії та став королівством, хоча спочатку не виходив зі складу Священної Римської імперії (Цей крок відбувся лише через шість місяців із заснуванням Рейнського союзу). Про прийняття Фрідріхом I королівської гідності було офіційно оголошено 1 січня 1806 року. З цим підвищенням рангу був потрібний новий герб (як і слід було очікувати), який, однак, на відміну від раніше, був державним гербом — як свій особистий герб Фрідріх зберіг виборчий герб з напис (латиною) «Фрідріх, милістю Божою, король Вюртемберга».
Найсуттєвішими змінами на гербі були додавання двох полів і зміна серцевого щитка. Нові поля не представляли новопридбаних територій, а скоріше зайняли старі назви, термін дії яких давно закінчився. У розсіченому і увінчаному серцевому щиті були три леви поруч із рогами оленів, герб Гогенштауфенів, які жили до свого вимирання в ХІІІ столітті і були герцогами Швабії. Цим символізмом король Фрідріх чітко заявив про свої претензії стати наступником Гогенштауфенів як правителя Швабії. Спочатку він називав себе «принцом Швабії», пізніше «суверенним герцогом у Швабії» і сподівався (зрештою марно), що зможе розширити свою імперію до масштабів старого герцогства в передбачуваному наступному раунді медіатизації, тобто, включити Баден, частини Швейцарії та території до Леха. У першому ряду головного щита був помітний герб палатинських графів Тюбінгенів (червоний церковний прапор у золоті), хоча їхні території належали Вюртембергу з XIV століття і були включені до складу старого герцогства; це відповідало титулу «ландграфа Тюбінгенського», який Фрідріх прийняв у 1803 році.
Вперше в цьому гербі з'явилися щитотримачі, а саме чорний лев і золотий олень, що відповідають серцевому щиту, обидва додатково тримають імперський штурмовий прапор, що символізує посаду архіпрапорщика (на яку все ще претендували в цей час). У зв'язку з цим Фрідріх все ще носив вторинний титул графа Грьонінгенського. Герб тепер був доповнений королівською короною.

З цим гербом було досягнуто піку розмаїття форм в історії вюртемберзького герба. Як і раніше, на зображеннях він часто зводився до щита з серцем, як, наприклад, на видавничій віньєтці придворного і канцелярського друкаря Котта. Територіальні розширення 1806 і 1810 років, що відбулися незабаром після цього, не знайшли відображення в державній геральдиці.

Королівський герб 1806–1817
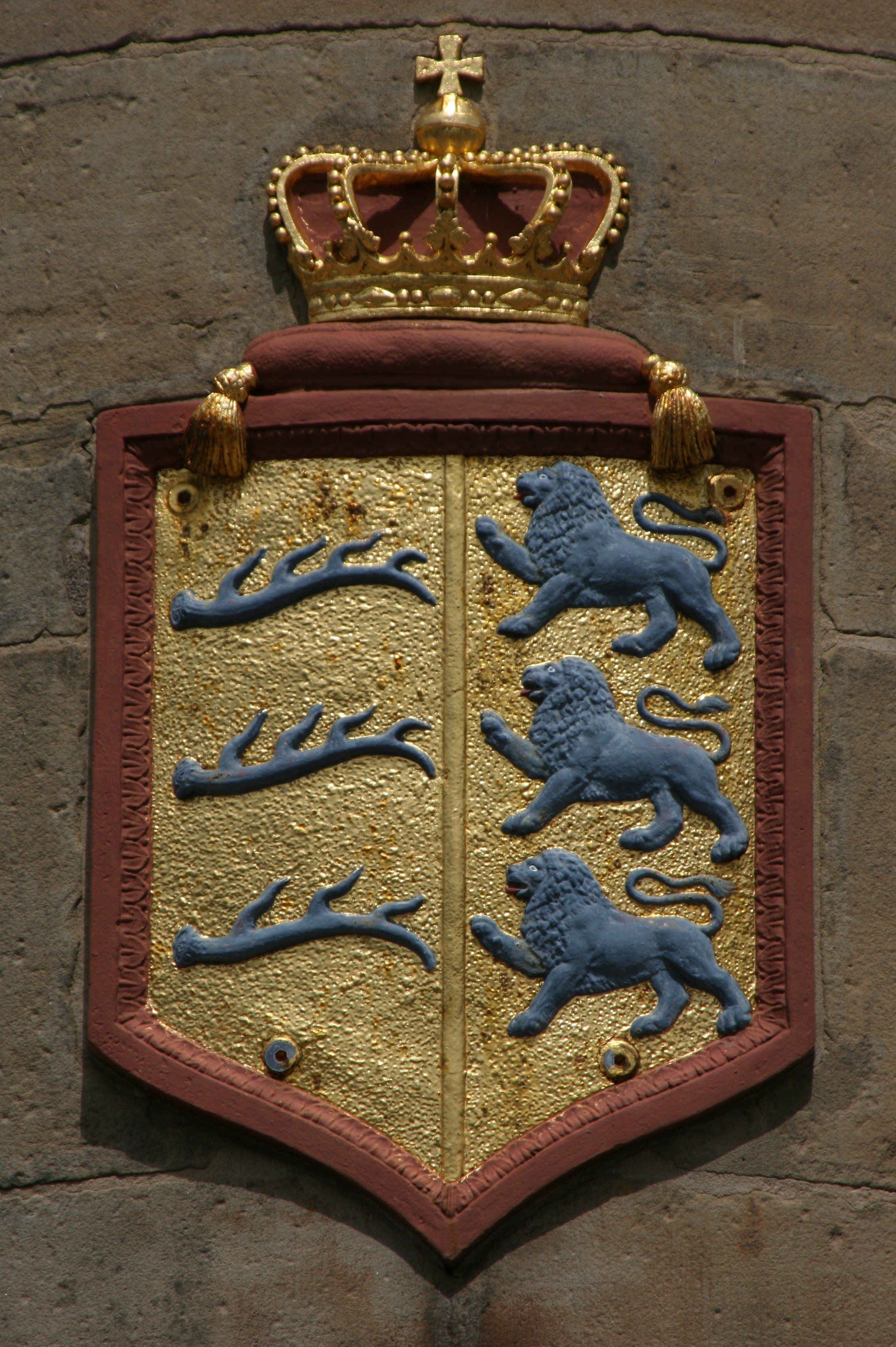
Серцевий щиток на мосту Ягста Хохебаха з 1810 року

### Герб 1817 року
Хоча герб ставав все більшим з кожною зміною в попередній історії, вперше він був зменшений у 1817 році. Наступник Фрідріха на престолі, Вільгельм I, своїм указом від 30 грудня 1817 року не лише зменшив свій титул до «короля Вюртемберга», але й герб, який, по суті, був зведений до попереднього серцевого щита. Указ визначив великий герб як овально-круглий щит, оповитий золотим дубовим вінком, який покривали шолом і корона; щитотримачі залишилися (без імператорського штурмового прапора) і тепер стояли на червоно-чорній стрічці із золотим написом «Безстрашний і вірний». У зменшеному гербі щитотримач, хоругва і шолом були відсутні, а щит був оповитий лавровою і пальмовою гілкою.
Кольори хоругви також відповідали національним чорно-червоним кольорам, які були введені роком раніше указом від 26 грудня 1816 року. Вони замінили кольори чорно-червоно-золотий, які були введені лише 14 грудня 1809 року, завдяки чому кольори роду, що вживалися від часів герцога Фрідріха I, червоно-золотий Мемпельгардера, були доповнені чорним кольором оленячих рогів. Ця зміна була зроблена не в останню чергу на тлі того, що під час панування Франції популярними стали триколори. Після Визвольних війн революційна символіка, пов'язана з ним, засуджувалася, але червоний і жовтий стали національними кольорами нового сусіда Бадена, а чорний і жовтий — кольорами Габсбургів, тож чорно-червоний залишився єдиним двоколірним поєднанням.
У дизайні герба Турета права передня лапа лева, що тримає щит, була пофарбована в червоний колір; пізніше це також частково було перенесено на передні лапи левів у щиті. Це пояснювалося легендою про те, що леви Штауферів спочатку були червоними і стали чорними лише після страти Конрадіна, останнього Штауфера, але це явно не відповідає дійсності. Найпізніше до кінця ХІХ століття передні лапи були рівномірно пофарбовані в чорний колір.

Дизайн герба, в якому поєднуються дві золоті половини щита, часто критикувався фахівцями з геральдики, тому з часом не бракувало альтернативних пропозицій. Зрештою, однак, він залишався незмінним до кінця королівства.

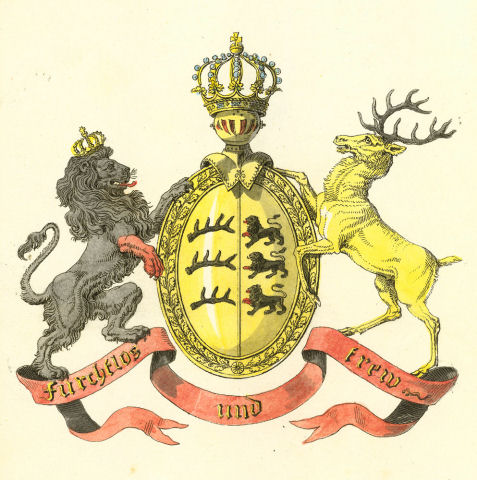
Великий герб 1817 року (проект Тюре)
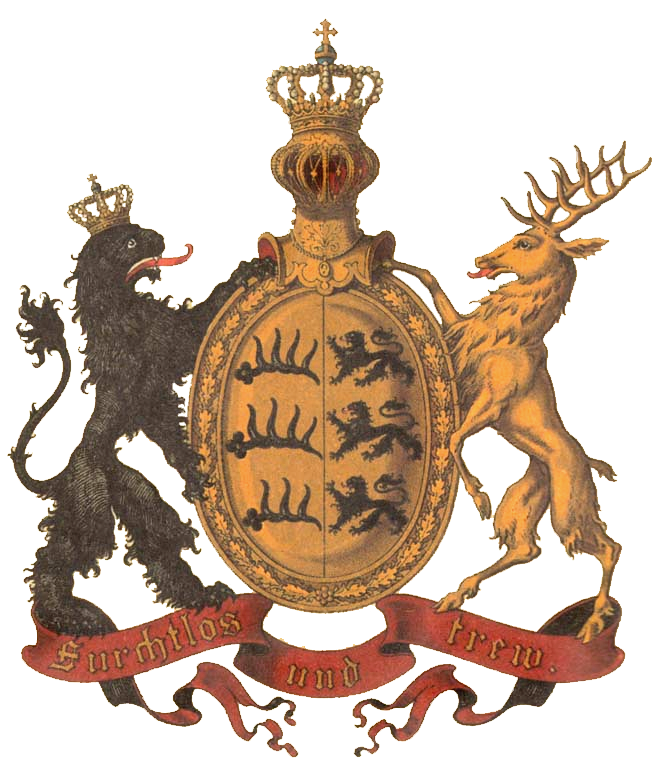
Великий герб
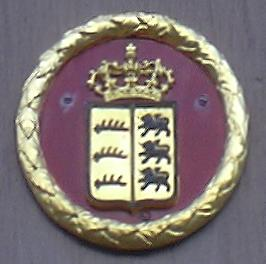
Малий герб у районному судіМаульбронна
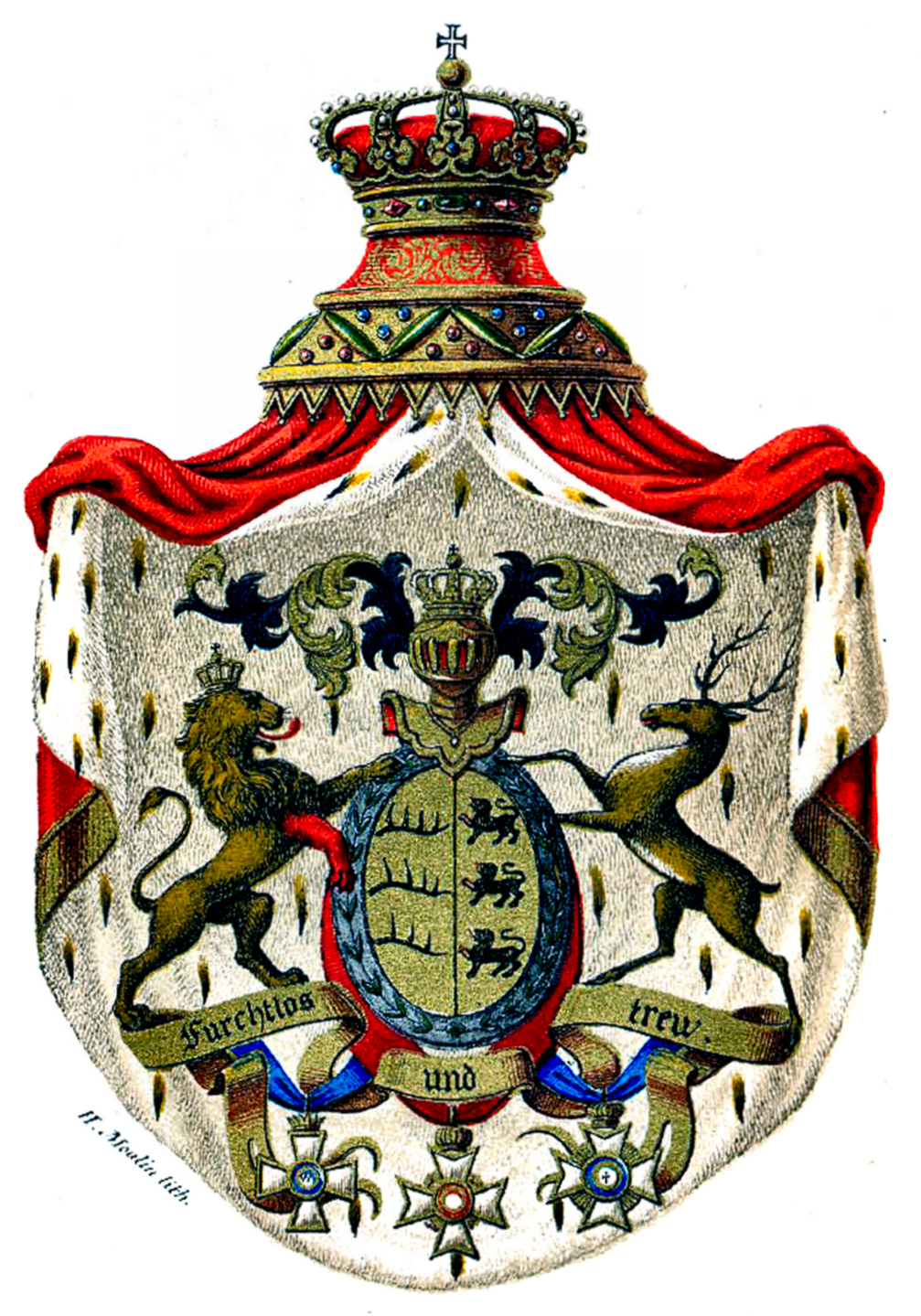
Універсальний герб; підготовлений на основі повного трактату про науку про блазони (1844)

## Герб землі Вюртемберг після 1918 року
У листопаді 1918 року король Вільгельм II зрікся престолу і було проголошено вільну народну державу Вюртемберг. Змінені обставини були враховані новим гербом, який державний парламент ухвалив 20 грудня 1921 року. Закон про кольори та герб Вюртемберга набув чинності 20 лютого 1922 року та встановив розділений на четверті герб, поля 1 і 4 були золотими з трьома чорними оленячими рогами, поля 2 і 3, однак, поділений тричі чорним і червоним кольором. Роль щитотримачів виконували два золоті олені, а замість королівських знаків герб увінчувала «народна корона», яка символізувала основні демократичні порядки після падіння монархії. У повідомленні Державного міністерства від того ж дня визначено шаблон для офіційного використання герба. Міністерства та вищі органи державної влади повинні використовувати в своїх печатках повний герб, всі інші органи влади повинні використовувати тільки герб.
При створенні герба керувалося бажанням, щоб національні чорний і червоний кольори знайшли своє відображення в гербі. Ідея втілилася у дизайн, у якому роги оленів (золоті) мали бути розміщені в чорно-червоному щиті. Проте, проєкт було піддано критиці як з геральдично-художніх міркувань (малий дизайн), так і з політичних причин (відмова нового герба чи самої нової форми правління в консервативних колах). Таким чином, герб отримав лише більшість у 38:26 голосів у парламенті землі.

Прихід до влади націонал-соціалістів і подальша синхронізація урядів земель не обійшлося без впливу на герб Вюртемберга. Законом і оголошенням від 11 серпня 1933 року було змінено деталі герба та встановлено новий шаблон. Хоча сам герб залишився незмінним, народна корона була прибрана, а щитотримачі тепер стояли на прапорі зі старим девізом «Fearless and Trew».

Герб з 1922 року
Герб 1933 року

Після Другої світової війни Вюртемберг був розділений на кордоні між американською та французькою окупаційними зонами. Було створено землі Вюртемберг-Баден і Вюртемберг-Гогенцоллерн, які у 1952 році об'єдналися в Баден-Вюртемберг, включаючи Баден. Герб Вюртемберга залишився у вжитку для Вюртемберга-Гогенцоллерна, тоді як Вюртемберг-Баден створив новий герб, який використав роги оленів і пару чорних і червоних смуг.

## Сліди Вюртемберга в нинішньому гербі
Нова федеральна земля Баден-Вюртемберг при виборі свого герба обрала левів Гогенштауфенів. Хоча вони вже з'явилися на королівському гербі Вюртемберга, їх вважали придатними для зображення всього Баден-Вюртемберга, оскільки Штауфери, як герцоги Швабії, колись правили більшою частиною країни. На великому державному гербі олень служить щитотримачем, а на одній із табличок у короні щита зображено родинний герб Вюртембергів із трьома оленячими рогами.
У місцевій геральдиці роги оленів часто є нагадуванням про колишню приналежність громад і районів до Вюртемберга (див. статтю Оленячий ріг). Колишній масштаб правління Вюртемберга також задокументований на гербах ельзаських громад Андольсайм і Рикевір (Райхенвейер), міста Монбельяр (Мемпельгард) у Франш-Конте та Верхньосілезької громади Покуй (Карлсруе O/S). Герби міст Фройденштадт і Людвігсбург, які були засновані в XVII і XVIII століттях відповідно. Створені в ХІХ столітті як герцогські нові фонди, вони повністю або частково взяті з герцогського герба: Фройденштадт показує Мемпельгардські риби, Людвігсбург — імперський штормовий прапор, придбаний графством Грюнінген у 1336 році.

Герб автовиробника Porsche, який поєднує в собі державний герб, що діяв після 1922 року, і міський герб штаб-квартири компанії у Штутгарті, який використовується з 1953 року, напевно, відомий у всьому світі. Оленячі роги в логотипі футбольного клубу Штутгарт є прикладом використання символіки Вюртемберга спортивними клубами.

Великийгерб землі Баден-Вюртемберг
Герб округу Людвігсбург з імперським орлом Грюнінгена та рогом вюртемберзького оленя
Герб містаЛюдвігсбург з прапором з Грюнінгена
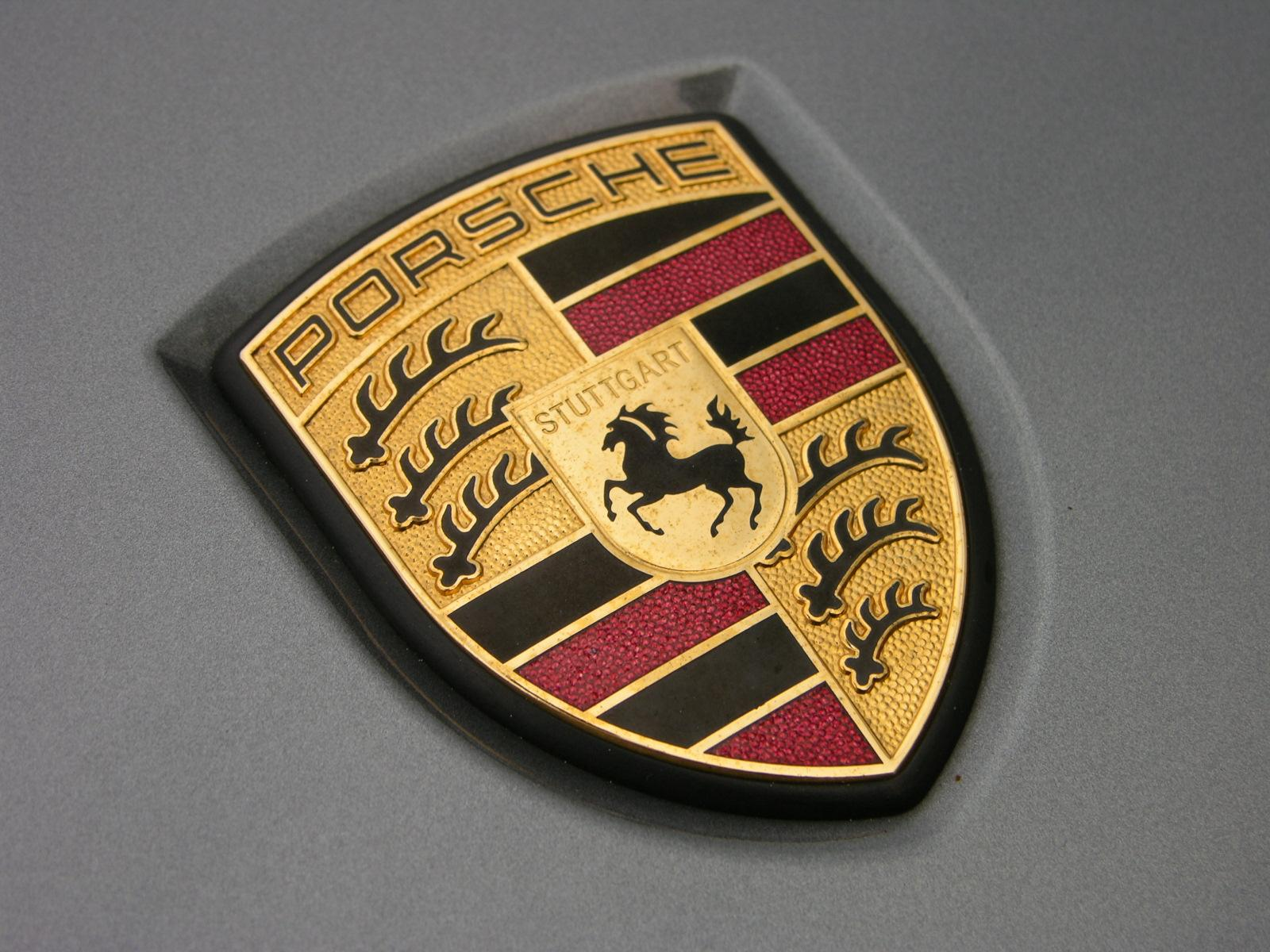
Логотип Porsche для кольорів Вюртемберга та Штутгарта і Штутгарта Rössle в серцевому щиті
Емблема Ф/К «Штутгарт»

## Виноски
1. ↑  Nach Crusius (Heyd, Ludwig Friedrich: Geschichte der vormaligen Oberamts-Stadt Markgröningen mit besonderer Rücksicht auf die allgemeine Geschichte Württembergs, größtenteils nach ungedruckten Quellen verfasst. Stuttgart 1829, 268 S., Faksimileausgabe zum Heyd-Jubiläum, Markgröningen 1992, S. 9): «Im Schloss, wo einst die alten Grafen residiert haben, wohnt anitzo der Stadtpfarrer.»
2. ↑  Das erste heraldische Zeugnis der Kirchberger ist ein Siegel um 1200, das drei überdachte Türme zeigt. Siehe auch Schukraft, Harald: Kleine Geschichte des Hauses Württemberg. Silberburg-Verlag, Tübingen 2006, ISBN 978-3-87407-725-5, S. 15.
3. ↑  Повідомлення про те, що новий герб, який включав Бьоніггайм, був прийнятий ще у 1785 році, походить від помилки, зробленої Лебретом у 1818 році, яку спростували Альберті та Адам. Гербовник Зібмахера навіть датує прийняття герба герцогом Карлом-Александром у 1736 році, але це не може бути правильним, оскільки території, про які йде мова, на той час ще не були частиною Вюртемберга.
4. ↑  Dieser Nebentitel widerlegt die These, dass sich die Grafen von Grüningen nach Grüningen bei Riedlingen nannten. Vgl. Zitat aus Landesbibliographie Baden-Württemberg (BSZ)
5. ↑  Reyscher, Sammlung der württembergischen Gesetze, Band III, Seite 501
6. ↑  Die erste Erwähnung der Farbe Schwarz ist durch Konrad von Mure 1265, drei Jahre vor Konradins Tod, bekannt.
7. ↑  Ströhl nannte es in seiner Deutschen Wappenrolle von 1897 − vielzitiert − «ein treffliches Beispiel, wie man ein Wappen nicht aufreißen soll.»
8. ↑  Gesetz, betreffend Farben und Wappen von Württemberg vom 20. Februar 1922 (RegBl 1922, Seite 105)
9. ↑  siehe dazu die Verhandlungen des Landtags des freien Volksstaats Württemberg, Seiten 2622/2651 sowie Beilagen 356 und 600
10. ↑  Gesetz des Staatsministeriums über das Wappen von Württemberg vom 11. August 1933 (RegBl 1933, Seite 337)
11. ↑  Informationen über Automobil-Herstellerzeichen

## Веб-посилання
- [Архівовано [Дата відсутня], у uesenberger-webdesign.de]